# Лучијан Србу
Лучијан Србу (рум. Lucian Sîrbu; 26. октобар 1976) бивши је професионални румунски рагбиста. У румунској лиги играо је за екипу "Стеауа Букурешт", а каријеру је наставио у француској првој и другој лиги. Био је на списку румунске рагби репрезентације на чак 4 светска првенства (1999, 2003, 2007, 2011). За Румунију је дебитовао против Холандије у тест мечу 2000. За репрезентацију Румуније је одиграо 76 тест мечева и постигао 9 есеја.